# Patissa flavicostella
Patissa flavicostella là một loài bướm đêm trong họ Crambidae.